# Pa negre
|  | Aquest article tracta sobre la novel·la d'Emili Teixidor. Si cerqueu l'adaptació cinematogràfica de 2010, vegeu «Pa negre (pel·lícula)». |

|  | Per a altres significats, vegeu «Pa de sègol». |

Pa negre és una de les obres més aclamades d'Emili Teixidor. Fou publicada el 2003. La novel·la rememora la infància viscuda a Osona durant l'època posterior a la Guerra Civil Espanyola.
El 2010 s'estrenà la pel·lícula homònima dirigida per Agustí Villaronga, la qual obtingué tretze premis Gaudí i nou premis Goya.

## Argument
La novel·la narra una història ambientada a la postguerra a la comarca d'Osona. L'Andreu és un nen que viu, gairebé com a orfe, amb els seus oncles a una masia, mentre la mare és a la fàbrica i el pare empresonat.
Emili Teixidor diu que de Pa negre cal treure'n dues idees: l'actualitat del feixisme, un feixisme acceptat pels mateixos catalans, i que en les grans confrontacions sempre hi ha grans pèrdues, en aquest cas la pèrdua de la mare, que es podria dir la mare pàtria.

## Traduccions
Pa negre fou publicada en castellà, en traducció de l'autor, amb el nom de Pan negro per l'Editorial Seix Barral el 2004; i, l'any 2011, traduïda al gallec per Eduard del Castillo Velasco i publicada per la Fundación Vicente Risco en una edició que incloïa el DVD de la pel·lícula homònima.

## Premis
Pa negre ha rebut els premis Anglada Camarasa, el premi Joan Crexells de narrativa, el premi Lletra d'Or i el Premi Nacional de Literatura.